# 長野県道65号上田丸子線
長野県道65号上田丸子線（ながのけんどう65ごう うえだまるこせん）は、長野県上田市の旧・上田市地区と旧・小県郡丸子町地区を結ぶ主要地方道。

## 概要

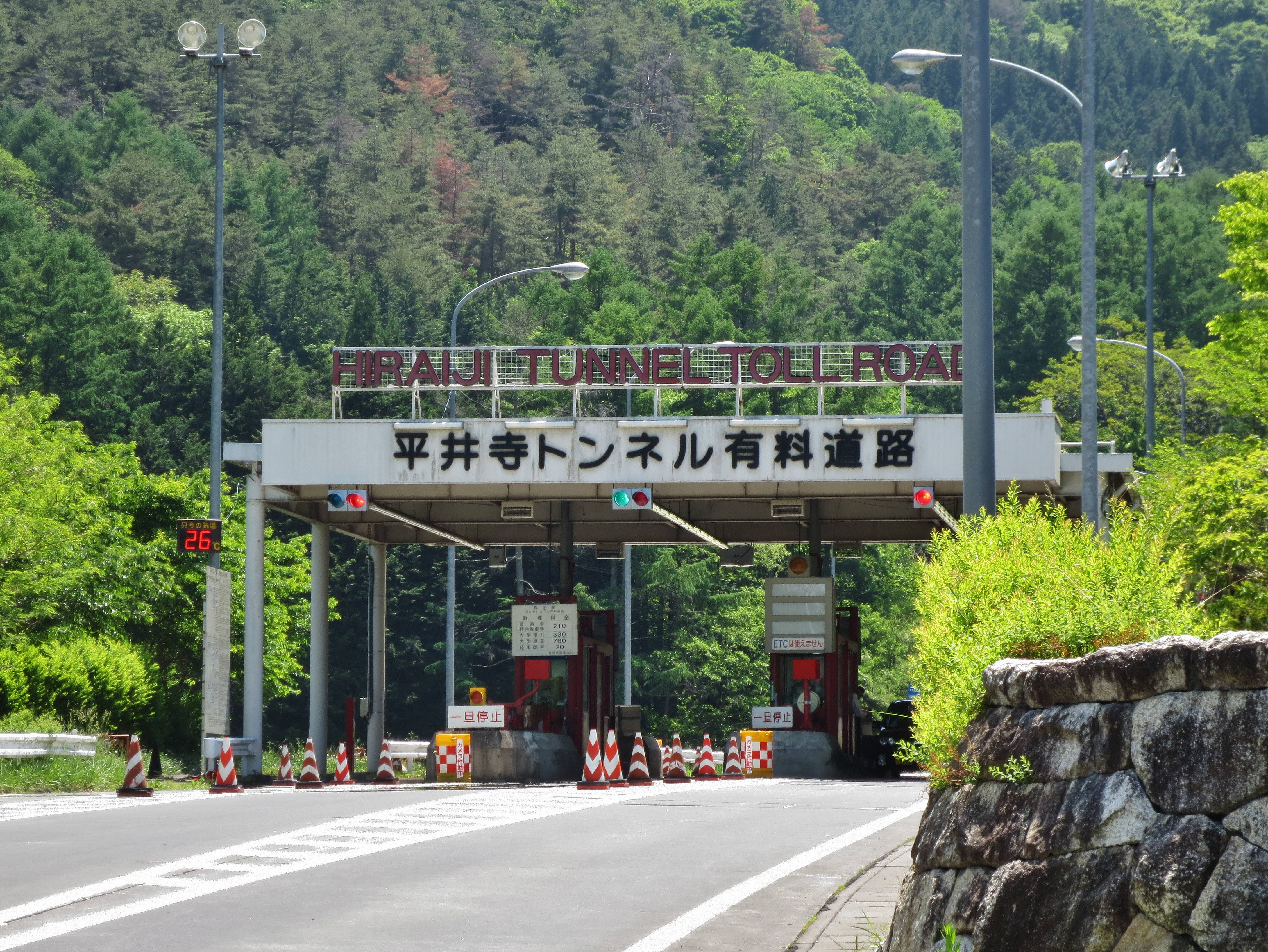
平井寺トンネル有料道路の料金所

国道18号・国道143号・国道254号のバイパス機能を担っている。
終点側の1.8kmはかつて平井寺トンネル有料道路となっていたが、2018年（平成30年）8月25日に無料開放された。鹿教湯温泉へのアクセスルートとして、さらには三才山トンネルと併せて上田市・松本市間の短絡路としての機能も持つ。

### 路線データ
- 起点 - 長野県上田市常盤城四丁目（常盤城4丁目交差点＝国道18号交点）
- 終点 - 長野県上田市荻窪（荻窪交差点＝国道254号交点）

## 歴史
- 1982年（昭和57年）4月1日 - 上田塩田線、別所丸子線の一部、東内古安曽線を主要地方道上田丸子線へ指定[2]。
- 1982年（昭和57年）9月13日 - 上田丸子線を認定。
- 2020年（令和2年）12月18日 - 区域変更。築地下之郷バイパスに並行する現道が県道の指定を外れる[3]。

## 路線状況

### バイパス
- 築地下之郷バイパス[4][5]
  - 上田都市環状道路の一部として建設された。2000年（平成12年）2月18日に国道18号上田坂城バイパス上塩尻 - 下之条間延長1.6 kmと国道143号築地バイパス下之条 - 福田間延長1.85 kmと共に、下小島 - 下之郷間延長1.75 kmが開通し全線開通となった。

### 主要構造物
- 古舟橋（ふるふねばし＝上田市常磐城三丁目 - 中之条）
  - 全長：268.9 m
  - 幅員：12.8 m（2+1=3車線）

千曲川に架かる橋梁。
- 平井寺トンネル（ひらいじトンネル＝上田市古安曽 - 東内）
  - 全長：1,381 m
  - 幅員：6.0 m（1+1=2車線）

平井寺峠の下を貫くトンネル。

### 重用区間
- 長野県道77号長野上田線（中之条交差点・赤坂交差点間）
- 長野県道82号別所丸子線（上田市古安曽地籍）

## 地理

### 通過する自治体
- 長野県
  - 上田市

### 交差する道路
- 常磐城4丁目交差点（上田市常磐城四丁目＝起点）
  - 国道18号（産業道路）
- 中之条交差点（上田市中之条）
  - 長野県道77号長野上田線 - ※重複区間ここから
- 赤坂交差点（上田市中之条）
  - 長野県道77号長野上田線 - ※重複区間ここまで
- 宮島交差点（上田市福田）
  - 国道143号（築地バイパス・松本街道）
- 下小島交差点（上田市小島）
  - 長野県道177号鹿教湯別所上田線（コスモス街道）
- 下之郷交差点（上田市下之郷）
  - 長野県道171号塩田仁古田線
- （上田市古安曽地籍）
  - 長野県道82号別所丸子線 - ※一部重複
- 荻窪交差点（上田市東内＝終点）
  - 国道254号

## 沿道
- 長野県上田千曲高等学校
- 上田電鉄 赤坂上駅
- 上田電鉄 上田原駅
- 上田地域広域連合消防本部 上田南部消防署
- 上田電鉄 大学前駅
- 長野大学
- 上田短期大学
- 上田電鉄 下之郷駅
- 生島足島神社